# Helena do Reino Unido
Helena Augusta Vitória (em inglês: Helen Augusta Victoria; Londres, 25 de maio de 1846 – Londres, 9 de junho de 1923), foi a quinta filha, a terceira menina, da rainha Vitória do Reino Unido e de seu marido o príncipe consorte Alberto de Saxe-Coburgo-Gota.
Helena foi educada por professores particulares escolhidos por seu pai e por seu amigo e conselheiro o barão Christian Friedrich von Stockmar. Ela passou sua infância com os pais, viajando entre as várias residências reais. A atmosfera íntima da corte terminou abruptamente em dezembro de 1861 com a morte do príncipe Alberto, fazendo com que Vitória entrasse em um período de profundo luto. A princesa começou a flertar durante o início da década de 1860 com Carl Ruland, o bibliotecário germânico de seu pai. Apesar de ser desconhecida a verdadeira natureza da relação, existem algumas cartas românticas entre os dois. A rainha dispensou Ruland em 1863 ao descobrir sobre o caso. Helena se casou três anos depois em julho de 1866 com o empobrecido príncipe germânico Cristiano de Eslésvico-Holsácia. O casal ficou vivendo no Reino Unido, próximos da rainha, que gostava de manter suas filhas por perto. Helena e sua irmã mais nova a princesa Beatriz tornaram-se as secretárias extraoficiais de Vitória. Após a morte da mãe em janeiro de 1901, a princesa viu poucas vezes seus irmãos ainda vivos.
Helena era o membro mais ativo da família real, realizando um extenso programa do compromissos durante uma época em que não esperado que a realeza aparecesse em público. Era também uma ativa patrona de organizações de caridade, sendo a presidente fundadora da Escola Real de Costura e presidente da Associação Real das Enfermeiras Britânicas. Como presidente da segunda, foi uma grande apoiadora do registro de enfermeiras. A princesa se tornou o primeiro membro da família real a celebrar um aniversário de cinquenta anos de casamento, porém seu marido morreu um ano depois em 1917. Helena viveu por mais seis anos e morreu em junho de 1923.

## Início de vida

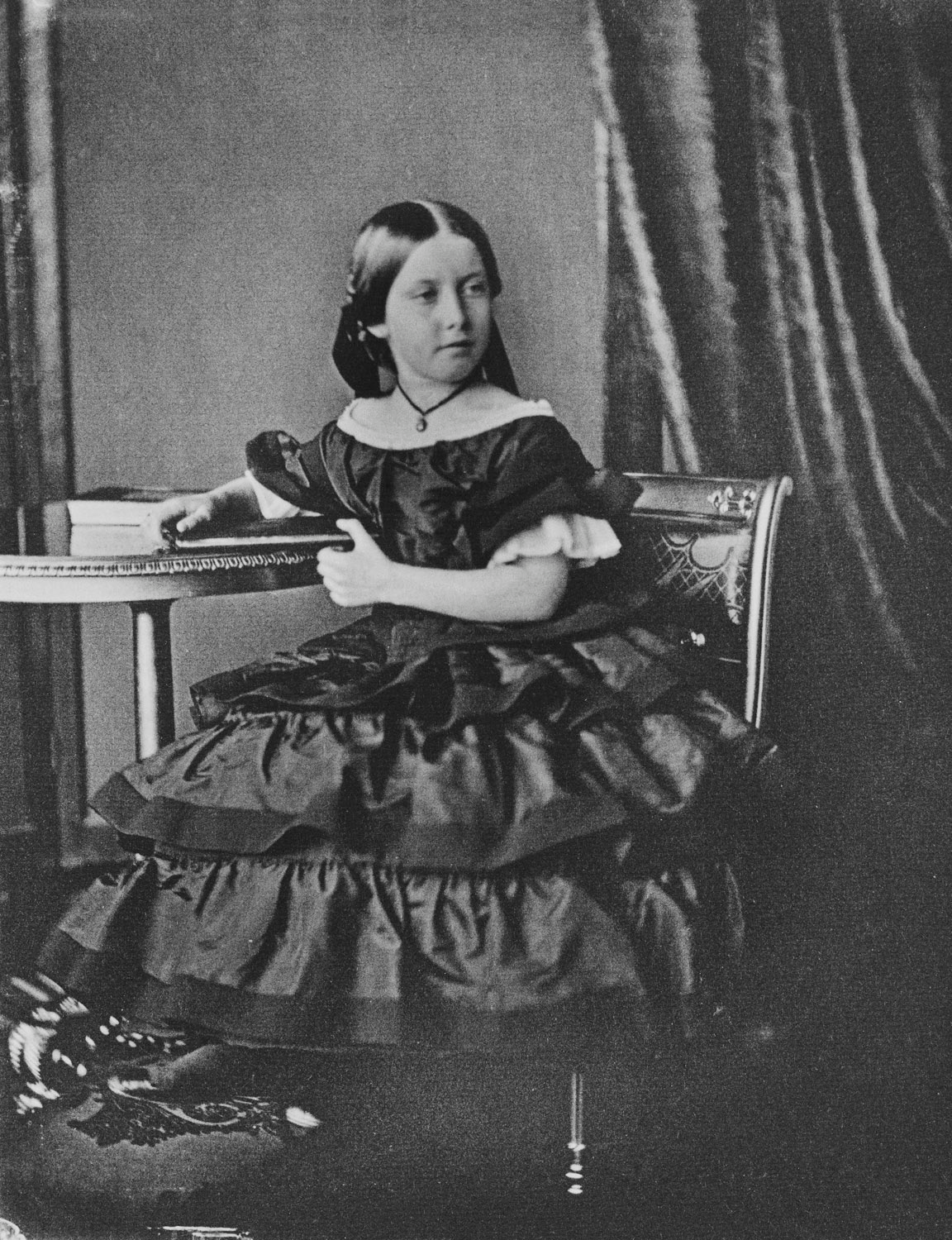
Helena
Thomas Richard Williams, 1856

Helena nasceu no Palácio de Buckingham, Londres, em 25 de maio de 1846, um dia depois do aniversário de 27 anos de sua mãe. Era a quinta filha, a terceira menina, da rainha Vitória do Reino Unido e seu marido o príncipe Alberto de Saxe-Coburgo-Gota. Alberto escreveu ao seu irmão Ernesto II, Duque de Saxe-Coburgo-Gota, dizendo que a filha "veio a este mundo bem azul, más ela está muito bem agora". Ele também contou que a rainha "sofreu mais e por mais tempo do que nas outras vezes e ela terá que permanecer quieta para se recuperar". Alberto e Vitória escolheram nomeá-la como Helena Augusta Vitória. Seu apelino germânico era Helenchen, mais tarde diminuído para Lenchen, o nome que os outros membros da família real vieram a chamar Helena. Como filha da soberana, ela foi chamada desde seu nascimento como "Sua Alteza Real, a princesa Helena". Seus padrinhos foram seu primo por casamento Frederico Guilherme de Mecklemburgo-Strelitz, a duquesa Helena de Mecklemburgo-Schwerin (representada por sua avó materna a princesa Vitória de Saxe-Coburgo-Saalfeld) e a princesa Augusta de Hesse-Cassel.
Helena era uma criança vivaz e extrovertida, que reagia às provocações dos irmãos socando-os no nariz. Seus talentos iniciais incluíam desenho. Augusta Stanley, dama-de-companhia da rainha, elogiou os trabalhos realizados pela princesa quando tinha três anos. Assim como suas outras irmãs, ela desde cedo tocava piano em nível alto. Outros interesses eram ciências e tecnologia, compartilhados com Alberto, além de equitação e passeios de barco, duas de suas atividades favoritas quando criança. Entretanto, Helena tornou-se a irmã do meio com o nascimento da princesa Luísa em 1848, com suas habilidades sendo ofuscadas por sua irmã mais artística.

## Morte de Alberto

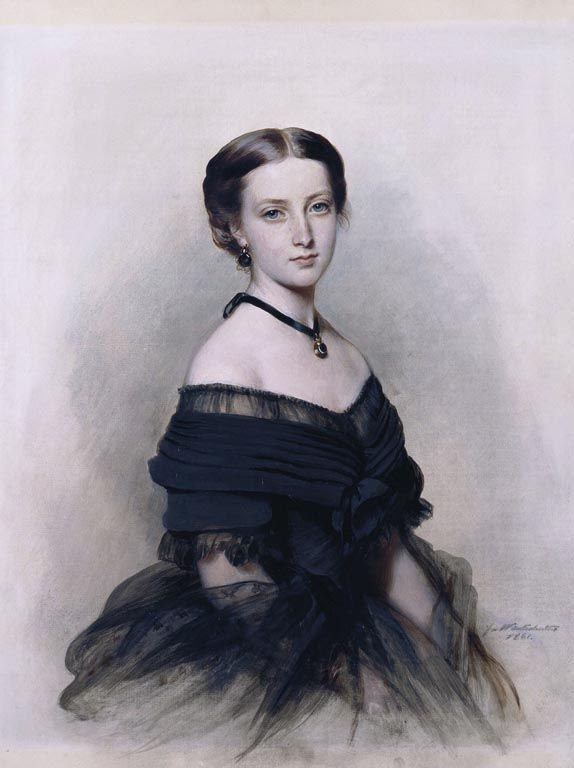
Retrato de 1861, por Franz Xaver Winterhalter

O príncipe Alberto morreu em 14 de dezembro de 1861. Vitória ficou devastada e ordenou que toda sua criadagem, junto com as filhas, se mudassem do Castelo de Windsor para a Casa Osborne, sua residência particular na Ilha de Wight. A dor de Helena também foi profunda e ela escreveu a uma amiga um mês depois que "Nada jamais poderá substituir o que nós perdemos, e nossa dor é muito, muito amarga ... Eu adorava Papa, eu o amava mais do que tudo na terra, sua palavra era a lei mais sagrada e ele era meu ajudante e conselheiro ... Essas horas foram as mais felizes da minha vida, e agora tudo, tudo acabou".
Vitória contava com sua segunda filha mais velha a princesa Alice para atuar como sua secretária extraoficial, porém a própria Alice precisa de ajuda também. Apesar de Helena ser a filha seguinte, ela era considerada pouco confiável pela rainha por sua inabilidade de passar várias horas sem começar a chorar. Dessa forma, Luísa foi escolhida para assumir o cargo. Quando Alice se casou em 1862 com o príncipe Luís de Hesse e Reno, Helena acabou assumindo o papel de ajudante de Luísa e também o de "muleta" ao lado da mãe – como o biógrafo Jerrold M. Packard descreveu. Nesse cargo, ela realizava pequenas tarefas secretariais como escrever cartas em nome de Vitória e ajudá-la com a correspondência política, além de lhe fazer companhia.

## Casamento

### Controvérsia
Helena começou depois de 1859 um leve flerte com Carl Ruland, o bibliotecário germânico de seu pai, logo depois dele ter sido nomeado para a criadagem real seguindo uma recomendação do barão Stockmar. Ele era considerado confiável o suficiente para poder ensinar alemão a Alberto Eduardo, Príncipe de Gales e irmão mais velho de Helena, sendo descrito pela rainha como "útil e capaz". Ruland foi rapidamente dispensado e enviado de volta a Germânia assim que Vitória descobriu que a filha tinha começado a se interessar romanticamente pelo criado. A rainha nunca deixou de ser hostil em relação ao bibliotecário, mesmo tempos depois do ocorrido.

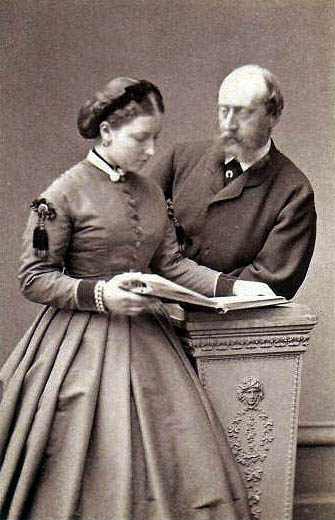
Helena e Cristiano durante seu noivado, 1885

A rainha começou a procurar um marido adequado para Helena logo após a partida de Ruland em 1863. Entretanto, eram baixas as perspectivas de uma poderosa aliança com alguma casa real europeia já que a princesa era uma filha do meio. Sua aparência também era uma preocupação, já que aos quinze anos de idade ela foi descrita por um biógrafo como robusta, deselegante e com queixo duplo. Além disso, Vitória insistia que o futuro marido da filha fosse preparado para viver perto da rainha, dessa forma mantendo a filha por perto. Ela posteriormente escolheu o príncipe Eslésvico-Holsácia; porém, a união era embaraçosa politicamente e causou grandes divergências dentro da família real. Eslésvico e Holsácia eram dois territórios disputados pelo Reino da Prússia e pela Dinamarca durante a Guerra de Eslésvico e a Guerra dos Ducados do Elba. Na última, a Prússia e a Áustria derrotaram a Dinamarca, porém os ducados foram reivindicados pelos austríacos para a família de Cristiano. Os prussianos acabaram invadindo e ocupando os territórios na Guerra Austro-Prussiana e eles se tornaram parte da Prússia, más mesmo assim o título de Duque de Eslésvico-Holsácia continuou a ser reivindicado pela família do príncipe. Dessa forma o casamento horrorizou o rei Cristiano IX da Dinamarca e sua filha Alexandra, Princesa de Gales, que afirmou: "Os ducados pertencem a Papai". Alexandra foi apoiada por seu marido o Príncipe de Gales e pela princesa Alice, que abertamente acusaram Vitória de sacrificar a felicidade de Helena para sua própria conveniência. Alice também argumentou que isso reduziria ainda mais a popularidade de sua irmã Vitória, Princesa Real e Princesa Herdeira da Prússia, na corte germânica em Berlim. Outros opositores incluíam o príncipe Alfredo e o príncipe Jorge, Duque de Cambridge, porém a rainha foi muito apoiada pela princesa Vitória, que era há muitos anos amiga pessoal da família de Cristiano.
Apesar de toda a controvérsia política e a diferença de idade do casal – ele era quinze anos mais velho – Helena era feliz com Cristiano e estava determinada em se casar. Cristiano podia permanecer no Reino Unido – a principal preocupação de Vitória – por ser o filho mais novo de um duque não reinante e por não ter nenhum compromisso estrangeiro, e assim a rainha declarou que o casamento seguiria em frente. Helena e Cristiano eram primos em terceiro grau como descendentes de Frederico, Príncipe de Gales. As relações entre Helena e Alexandra permaneceram ruins, e a Princesa de Gales não estava preparada para aceitar Cristiano (que também era seu primo em terceiro grau como descendente do rei Frederico V da Dinamarca) tanto como primo ou cunhado. A rainha nunca perdoou Alexandra pelas acusações de possessividade, escrevendo sobre o Príncipe e a Princesa de Gales que "Bertie [apelido de Alberto Eduardo] é muito afetuoso e gentil, porém Alix [apelido de Alexandra] não é de maneira nenhuma o que ela deveria ser. Vai demorar muito, se acontecer, antes que ela reconquiste minha confiança".

### Noivado e casamento

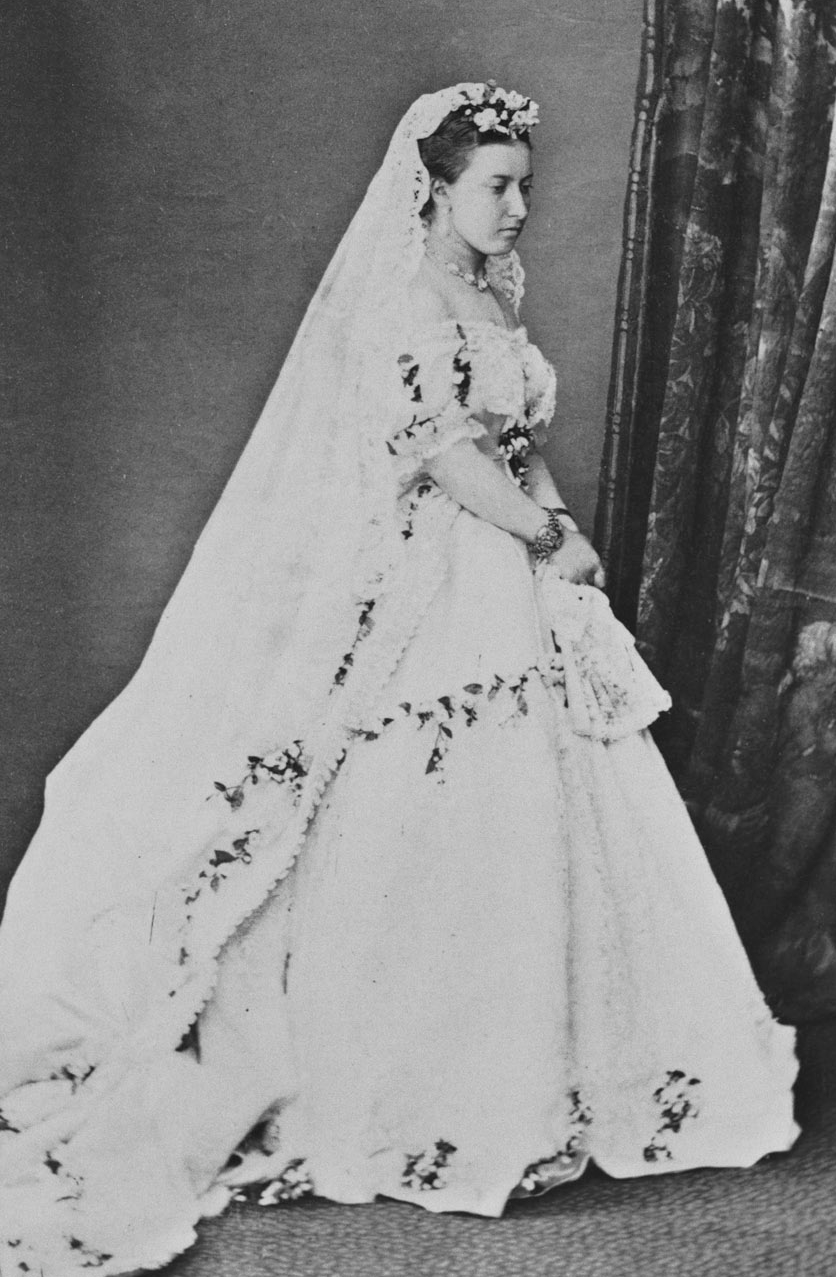
Princesa Helena em seu casamento, 1866
Royal Collection

O noivado foi declarado em 5 de dezembro de 1865 e o casamento ocorreu em 5 de julho do ano seguinte. Alberto Eduardo originalmente se recusou a comparecer, porém Alice interveio e o evento foi uma ocasião feliz. Vitória permitiu que a cerimônia ocorresse no Castelo de Windsor, porém na capela privada em vez da Capela de São Jorge, aliviando seu vestido negro de luto com um chapéu branco com rendas que iam até suas costas. Os principais participantes entraram na capela ao som da "Marcha Triunfal" de Ludwig van Beethoven, criando um espetáculo que foi maculado apenas pelo repentino desaparecimento do príncipe Jorge, que sofreu um grande ataque de gota. Cristiano entrou na capela com seus dois padrinhos, os príncipes Eduardo de Saxe-Weimar e Frederico de Eslésvico-Holsácia, e Helena foi levada ao altar por sua mãe e pelo Príncipe de Gales, acompanhada por oito damas de honra. Cristiano parecia mais velho do que realmente era, com um convidado comentando que Helena estava se casando com um tio envelhecido. Na realidade, quando o príncipe foi chamado pela primeira vez ao Reino Unido, ele supôs que a rainha estava inspecionando-o para ser seu novo marido em vez de candidato para uma de suas filhas. O casal passou sua primeira noite de casados na Casa Osborne, indo então passar a lua de mel em Paris, Interlaken e Gênova.

### Vida de casada
Helena e Cristiano eram dedicados um ao outro e tiveram uma vida quieta quando comparada às outras princesas reais. Eles foram morar depois do casamento no Chalé Cumberland dentro do Grande Parque de Windsor, a tradicional residência do Guardião do Grande Parque de Windsor, a posição honorária que Vitória deu a Cristiano. Quando em Londres eles viviam na Suíte Belga do Palácio de Buckingham. O casal teve seus filhos: Cristiano Vitor em 1867, Alberto em 1869, Helena Vitória em 1870 e Maria Luísa em 1872. Seus dois últimos morreram cedo: Haroldo viveu por apenas oito dias em 1876 e ela teve um bebê natimorto em 1877. Sua irmã Luísa encomendou ao escultor francês Jules Dalou um memorial em homenagem aos filhos mortos de Helena.

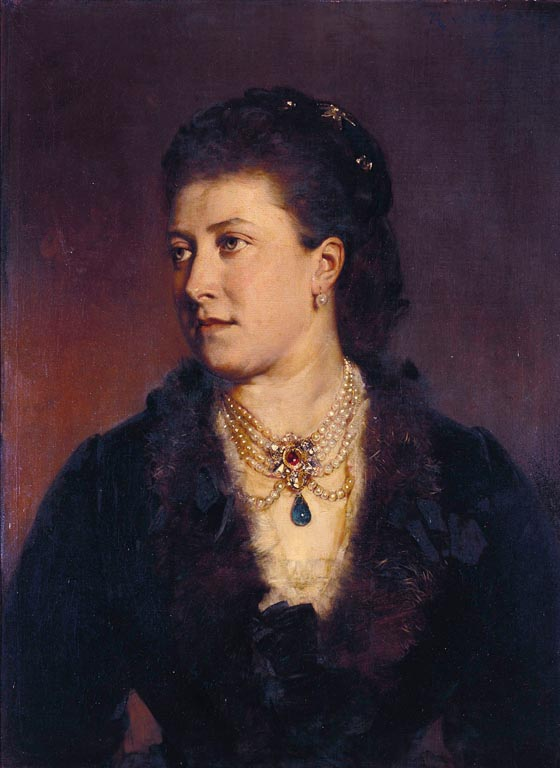
Helena
Heinrich von Angeli, 1875
Royal Collection

O casal recebia uma pensão parlamentar de seis mil libras esterlinas anualmente, que foram pedidas pela própria rainha. Além disso, seu dote tinha sido de trinta mil libras e Vitória também deu aos dois cem mil libras, fazendo com que tivessem uma renda anual de quatro mil libras. Além de seu cargo como Guardião do Grande Parque de Windsor, Cristiano foi nomeado para a posição também honorária de Alto Comissário de Windsor, tendo sido anteriormente feito Comissário Real para a Grande Exposição de 1851. Entretanto, ele era uma figura frequentemente ausente nas reuniões, preferindo passar seu tempo brincando com seu cachorro Corrie, alimentando os vários pombos de suas propriedades e realizando excursões de caça.
Como prometido, Helena viveu próxima da rainha e realizava funções em seu nome junto com sua irmã mais nova Beatriz. A princesa mais nova, quem Vitória havia preparado para a função de viver próxima dela, era quem ficava com as funções mais importantes, com Helena assumindo as tarefas menores que Beatriz não tinha tempo para cuidar. Nos anos posteriores, Helena foi auxiliada por sua filha Helena Vitória, para quem a rainha ditou seu diário durante seus últimos meses de vida.
A princesa tinha uma saúde fraca e acabou ficando viciada em ópio e láudano. Porém, Vitória não acreditava que a filha realmente estivesse doente, acusando-a de hipocondria encorajada por um marido indulgente. A rainha escreveu para sua filha a Princesa Real reclamando que Helena estava inclinada a "amimar-se (e Cristiano também) e recusa totalmente a ideia que o grande objetivo de seus médicos e enfermeiras é despertá-la e fazê-la pensar menos sobre si mesma e seu confinamento". Nem todos os seus problemas de saúde foram causados por hipocondria; ela teve de cancelar sua viagem ao Castelo de Balmoral em 1869 quando adoeceu em uma estação de trem. Em 1870, sofreu de um severo caso de reumatismo e problemas nas juntas. Helena sofreu em julho de 1871 uma congestão nos pulmões séria o bastante para aparecer no Court Circular, que anunciou que sua doença causou "grande ansiedade para os membros da família real". Ela foi forçada a ir se recuperar na França em 1873 depois de mais uma doença, viajando na década de 1880 para a Alemanha a fim de consultar um oftalmologista.

## Deveres reais

### Enfermagem

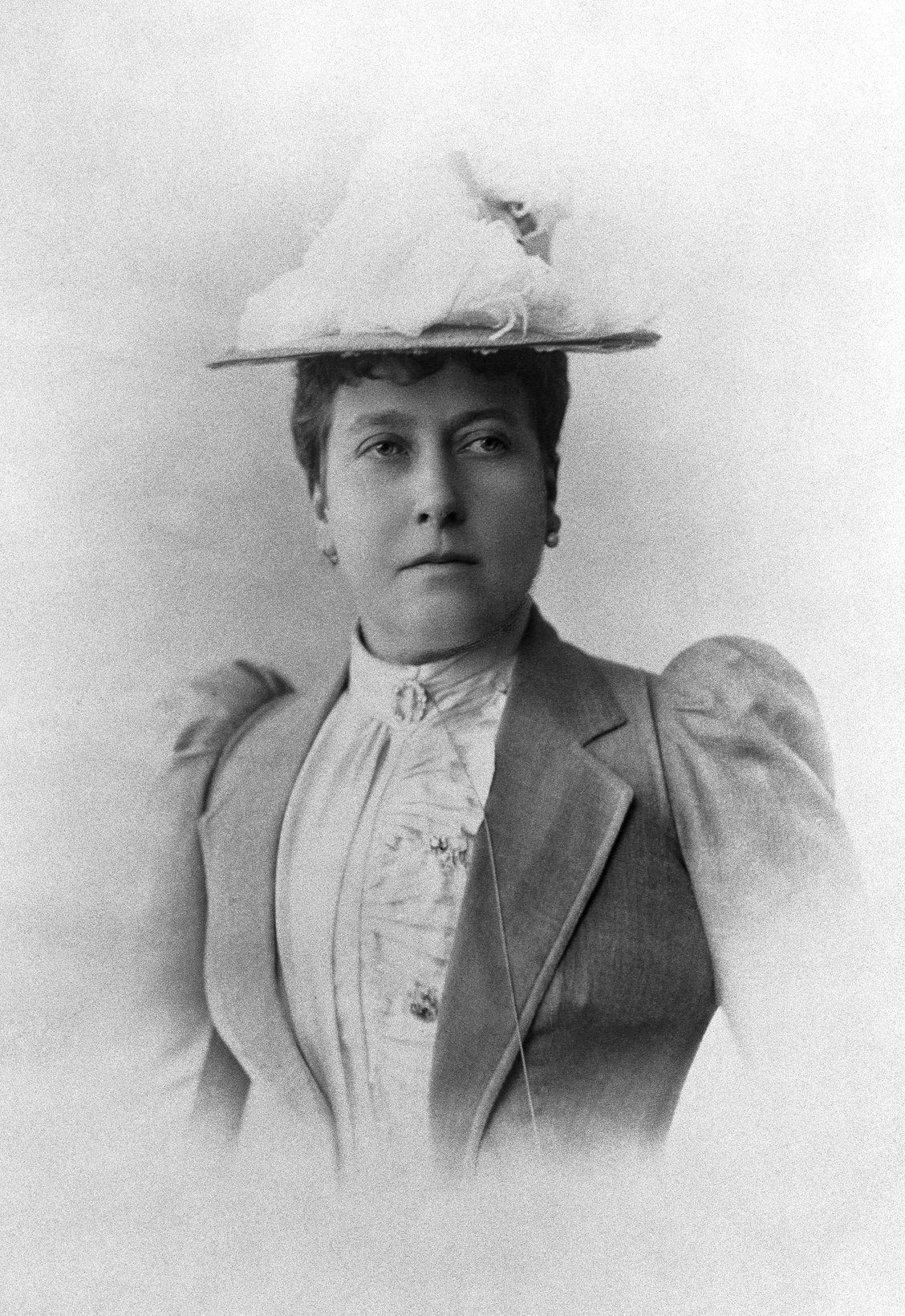
Helena
Royal Collection, 1893

Helena tinha um grande interesse em enfermagem, tornando-se presidente da Associação das Enfermeiras Britânicas (RBNA) ao ser fundada em 1887. Em 1891 a instituição recebeu o prefixo "Real" e no ano seguinte foi agraciada com uma Carta Régia. Ela era uma grande apoiadora do registro de enfermeiras, uma questão em que recebeu oposição de Florence Nightingale e importantes figuras políticas. Ela discursou em 1893 afirmando que a RBNA estava indo na direção de "melhorar a educação e a situação daquelas mulheres dedicadas e altruístas cujas vidas inteiras foram dedicadas aos cuidados dos doentes, dos sofredores e dos moribundos". No mesmo discurso a princesa avisou sobre a oposição e má interpretação que haviam encontrado até então. Apesar da RBNA ser a favor do registro como um meio de melhorar e garantir a situação profissional de enfermeiras treinadas, sua incorporação com o Conselho Privado permitiu apenas que mantivesse uma lista em vez de um registro formal de enfermeiras.
Com a morte de Vitória em 1901, Alexandra, agora rainha consorte, insistiu em substituir Helena como a presidente do Serviço de Enfermagem do Exército. Isso aumentou ainda mais a rixa entre as duas mulheres, com o agora rei Eduardo VII sendo pego no meio das brigas entre sua esposa e sua irmã. Uma cortesã escreveu a um amigo que "as questões foram algumas vezes muito difíceis e nem sempre agradáveis". Entretanto, indo de acordo com sua posição, Helena concordou em renunciar em favor de Alexandra, que se tornou a nova presidente da associação. Apesar de muitos acreditarem que o Serviço de Enfermagem do Exército era meramente um artefato criado pelas damas da alta sociedade, a princesa exercia um regime autocrático eficiente – "se qualquer um viesse a discordar de Sua Alteza Real, ela simplesmente diria, 'é o meu desejo, isso é o suficiente'".
A RBNA gradualmente entrou em declínio depois do Decreto de Registro de Enfermeiras de 1919; após seis tentativas fracassadas entre 1904 e 1918, o parlamento britânico finalmente aprovou um projeto de lei permitindo o registro formal de enfermeiras. Assim surgiu o Colégio Real de Enfermeiras (RCN), com a RBNA perdendo membros e seu domínio. Helena apoiou a fusão das duas instituições, porém isso fracassou quando a RBNA se retirou das negociações. Ela mesmo assim permaneceu ativa em outras organizações, sendo presidente dos ramos da Ilha de Wight e da Great Western Railway da Venerável Ordem de São João. Nessa posição a princesa assinou e presenteou centenas de certificados de profissionalização em enfermagem.

### Trabalhos manuais
Helena também era muito ativa na promoção de trabalhos manuais como costura e bordado, se tornando em 1872 a primeira presidente da recém criada Escola de Arte de Costura; quatro anos depois ela ganhou o prefixo "real" e virou a Escola Real de Costura. Nas palavras da princesa, o objetivo da escola era "primeiro, reviver uma linda arte que estivera quase esquecida; e segundo, através de seu reavivamento, proporcionar empregos para damas que estão sem meios de ter um modo de vida adequado". Ela era uma presidente ativa assim como em suas outras organizações, trabalhando para manter a escola no mesmo nível que outras. Helena escreveu pessoalmente a Comissários Reais pedindo dinheiro; por exemplo, ela pediu e conseguiu trinta mil libras em 1895 para construir um edifício para a escola em South Kensington. Sua posição como realeza ajudou na promoção, e ela realizava festas de chá às terças-feiras na escola para senhoras da sociedade que queriam ser vistas na presença de personalidades reais como a princesa. Helena trabalhava como vendedora em todos os bazares de natal, gerando longas filas de pessoas ansiosas para serem atendidas por ela.
Ela sempre estava ansiosa para ajudar as crianças e os desempregados, começando a realizar jantares gratuitos para seu benefício na prefeitura de Windsor. Helena presidiu dois desses jantares, em fevereiro e março de 1886, com mais de três mil refeições sendo servidas para crianças e homens desempregados durante o inverno daquele ano. A princesa se tornou popular com o povo através de suas atividades de caridade; o autor contemporâneo C. W. Cooper escreveu que "os pobres de Windsor a adoram".

## Escrita

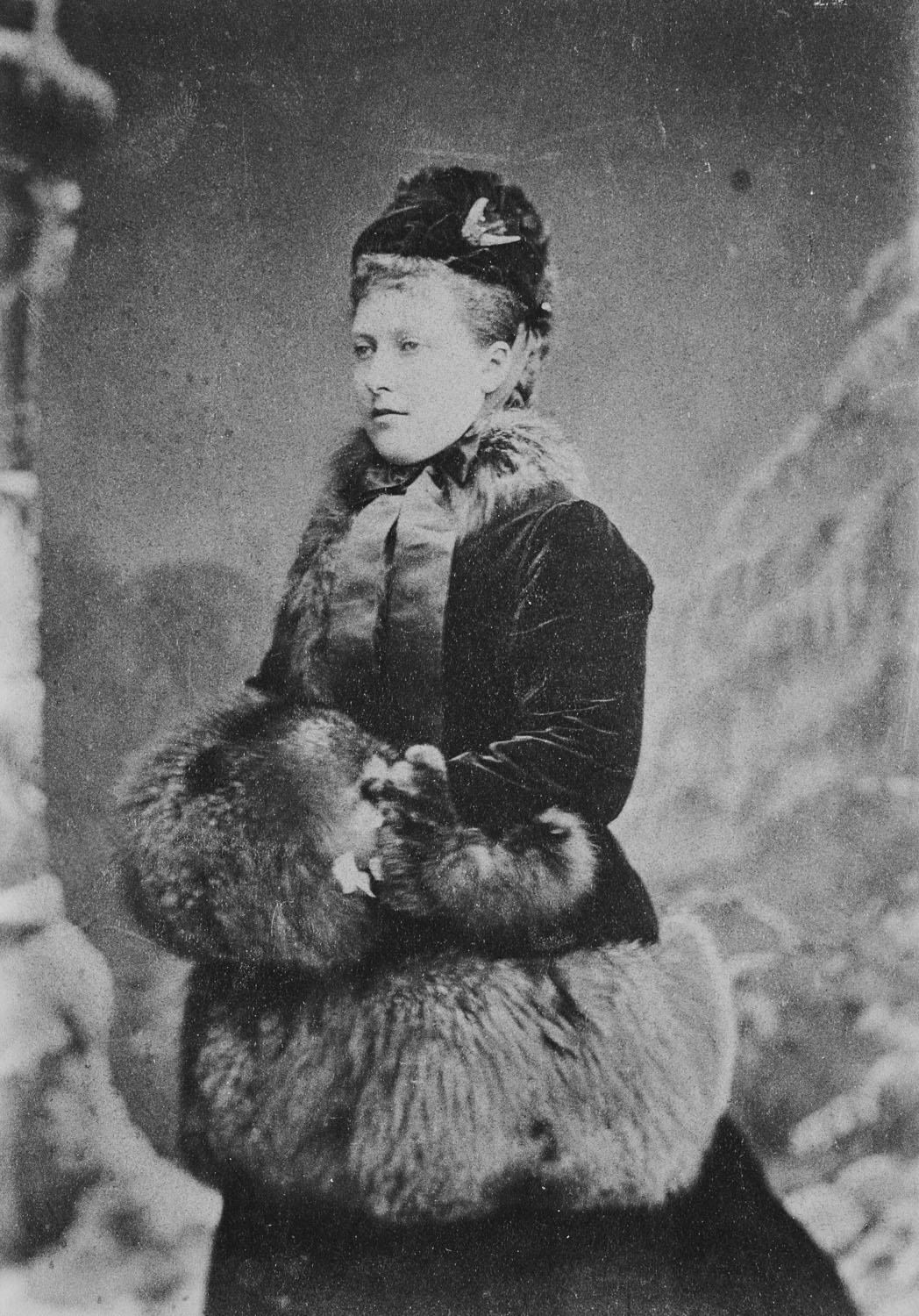
Helena
W. & D. Downey, 1883

Outro grande interesse seu era escrever, especialmente traduções. Quando a primeira biografia de seu pai foi publicada em 1867, o autor sir Charles Grey comentou que as cartas de Alberto foram traduzidas do alemão para o inglês "com fidelidade surpreendente" por Helena. Seguiram-se outras traduções e em 1887 ela publicou uma tradução de As Memórias de Guilhermina, Marquesa de Bayreuth. O Saturday Review disse que a princesa escreveu uma versão em inglês que estava "completamente viva, com uma boa tradução e alta precisão no espírito". Sua última tradução foi um livreto alemão chamado Primeiros Socorros ao Ferido, publicado originalmente pelo cunhado de Cristiano. Ele foi republicado várias vezes até 1906.

### Caso Bergsträsser
Uma disputa de direitos apareceu depois da publicação de cartas escritas pela princesa Alice. Uma edição das cartas da falecida princesa foi publicada na Alemanha em 1883 por um clérigo de Darmstadt chamado Dr. Carl Sell, que escolheu uma seleção de suas correspondências disponibilizadas por Vitória. Quando isso ocorreu, Helena escreveu a Sell pedindo permissão para publicar o texto em inglês, conseguindo a autorização más sem o conhecimento do editor, Dr. Bergsträsser. Helena escreveu em dezembro para sir Theodore Martin, um biógrafo bem conceituado entre a realeza, informando que Bergsträsser estava reivindicando os direitos das cartas de Alice e dessa forma exigindo o adiamento de sua publicação no Reino Unido. Martin atuou como intermediário entre a princesa e o editor, que afirmava que havia recebido várias ofertas de editores britânicos e que havia escolhido um que lhe daria um alto honorário.
Bergsträsser foi persuadido a desistir da exigência do atraso da publicação e mudar sua reivindicação de direitos por uma grande quantia em dinheiro. Porém, Vitória e Helena se recusaram a aceitar, afirmando que os direitos pertenciam à rainha e que apenas o prefácio de Sell estava aberto para negociação. As duas consideravam as reivindicações como "injustificadas e impertinentes", recusando-se a falarem com Bergsträsser diretamente. Eventualmente, o editor foi para o Reino Unido em janeiro de 1884 disposto a aceitar cem libras pelas primeiras três mil cópias e mais quarenta libras por cada centena vendida subsequentemente. Martin escolheu a editora John Murray, que após mais negociações com Bergsträsser publicou as primeiras cópias em 1884. Elas se esgotaram quase imediatamente; para a segunda edição, Murray substituiu o resumo biográfico original de Alice escrito por Sell por 53 páginas de memórias escritas por Helena. Assim foi evitado problemas de royalties com Sell e o interesse pelo livro aumentou ainda mais pelo fato de Helena ter colocado seu nome em memórias escritas sobre sua irmã.

## Pós-Vitória

### Era eduardiana

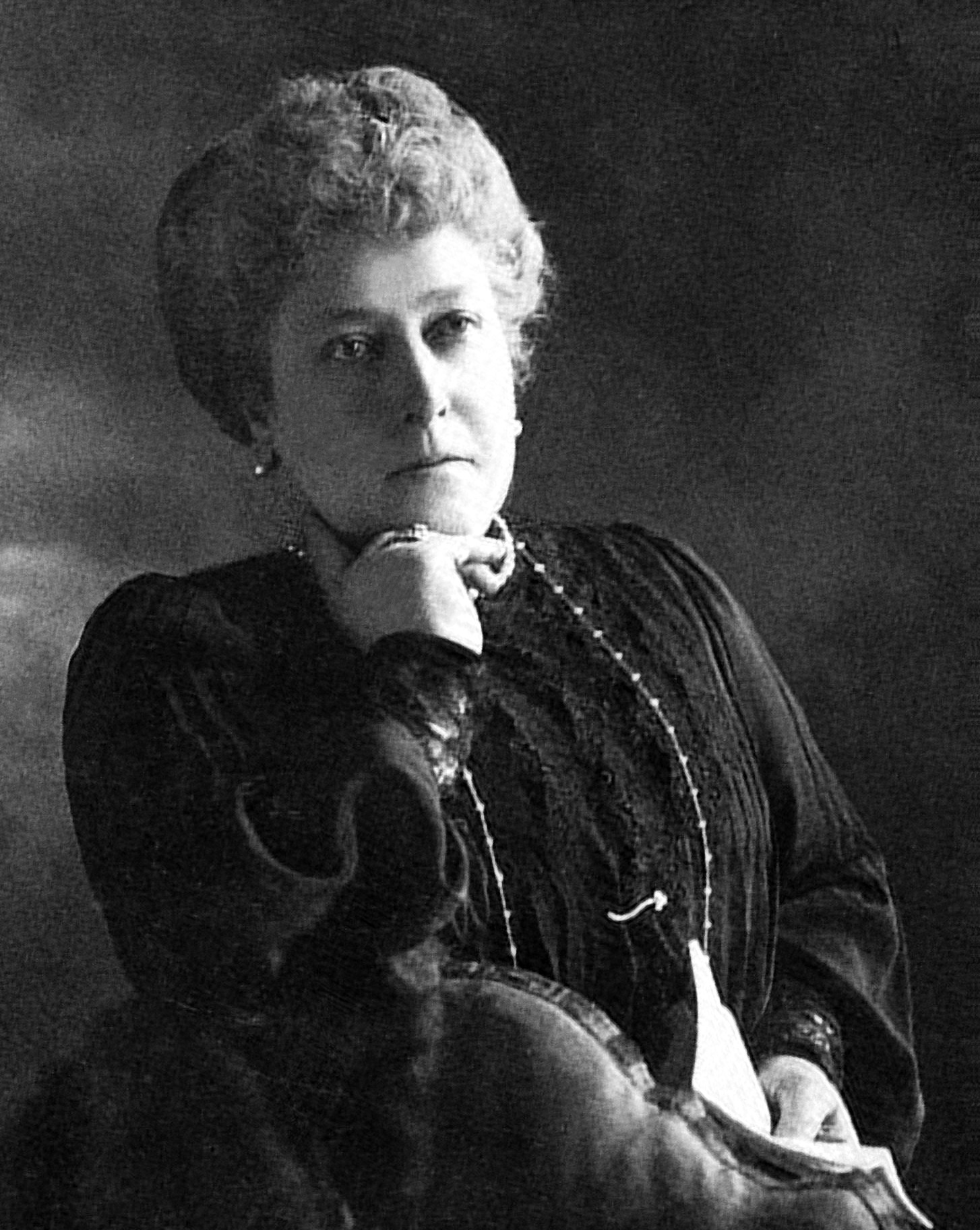
Princesa Helena em 1910

O príncipe Cristiano Vitor, o filho favorito de Helena, morreu de malária em outubro de 1900 durante a Segunda Guerra dos Bôeres. Dois meses depois em 22 de janeiro de 1901, Vitória também faleceu na Casa Osborne. O novo rei Eduardo VII não tinha relações próximas com suas irmãs ainda vidas, com a exceção de Luísa. O príncipe Alexandre de Battenberg, filho de Beatriz e sobrinho de Helena, escreveu que Alexandra tinha ciúmes da família real e não convidava suas cunhadas para sua residência particular da Casa Sandrigham. Além disso, a rainha consorte nunca se reconciliou totalmente com Helena e Cristiano por causa da controvérsia relacionada ao casamento dos dois na década de 1860.
A princesa via pouco seus irmãos e continuou no seu papel de apoiar a monarquia e fazer campanha para as muitas organizações de caridade que representava. Cristiano teve uma vida quieta, porém apesar de sua idade já avançada, acabou representando o rei em várias funções internacionais, incluindo o aniversário de 25 anos de casamento do imperador Guilherme II da Alemanha, filho mais velho de Vitória, Princesa Real. Durante o período Helena visitava o túmulo de Cristiano Vitor. Ela se encontrou com o primeiro-ministro sul-africano Louis Botha, porém seu sucessor Jan Smuts se recusou a encontrá-la, parcialmente por ainda estar ressentido pela derrota da África do Sul na Segunda Guerra dos Bôeres e também porque seu filho havia morrido em um campo de concentração britânico.

### Últimos anos

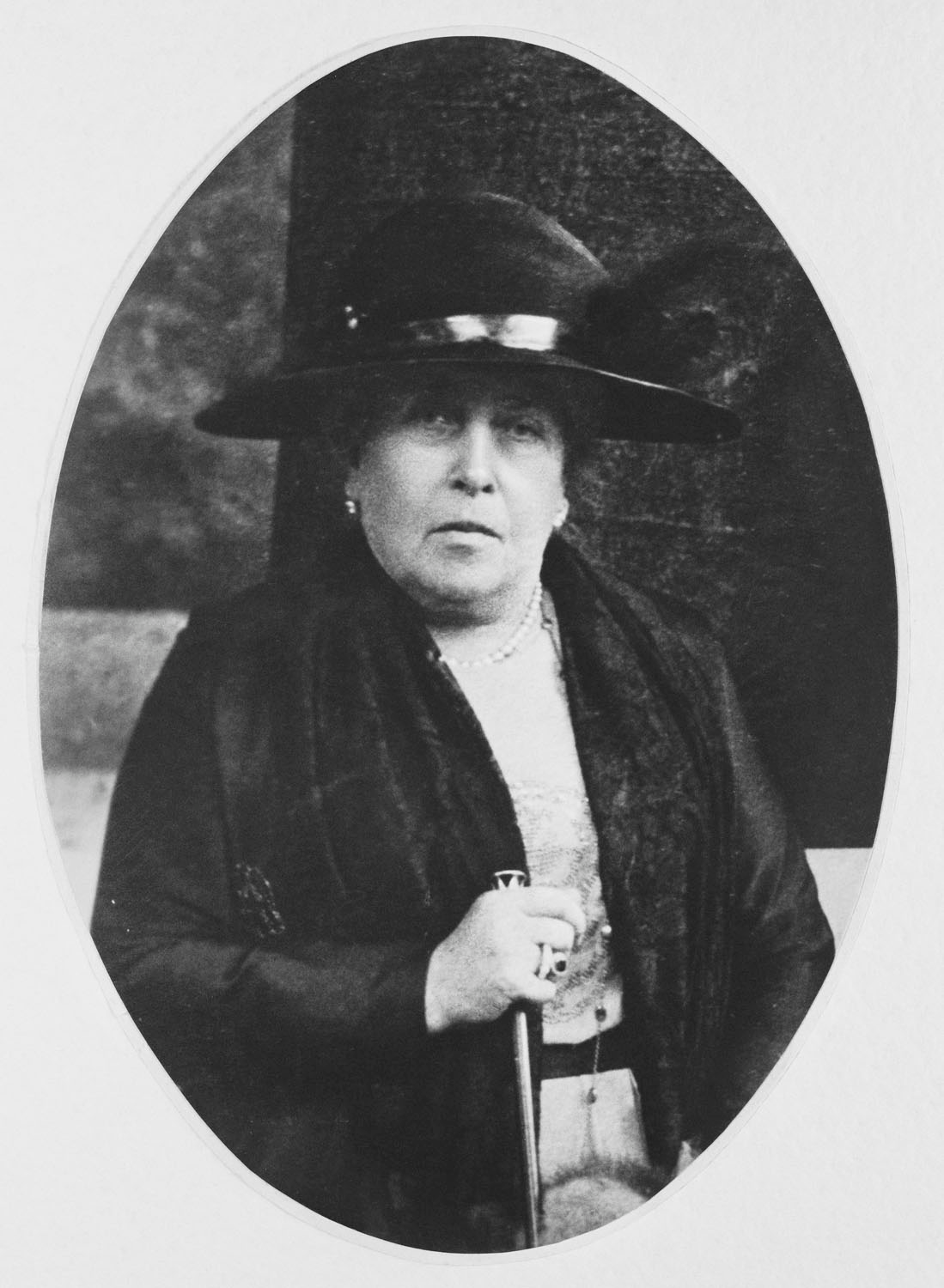
Helena
Mertens & Schmidt, 1920
Royal Collection

Eduardo VII morreu em 1910 e foi sucedido por seu filho Jorge V, com a Primeira Guerra Mundial começando quatro anos depois. Helena dedicou seu tempo para a enfermagem, com sua filha Maria Luísa registrando em suas memórias que muitas pessoas iam até Helena e suas irmãs para saberem mais notícias sobre seus entes queridos. Ficou decidido que as cartas com notícias fossem enviadas primeiro para sua sobrinha Margarida de Connaught, Princesa Herdeira da Suécia, e depois repassadas aos seus devidos destinatários, já que a Suécia era um país neutro no conflito. Foi durante a guerra que Helena e Cristiano celebraram cinquenta anos de casados em 1916; apesar do Reino Unido e da Alemanha estarem em guerra, Guilherme II enviou através da princesa Margarida um telegrama parabenizando a tia e o tio pela marca. O telegrama foi recebido na presença de Jorge V e sua esposa a rainha Maria de Teck, com o rei comentando com Maria Luísa que seu ex-marido, o príncipe Ariberto de Anhalt, havia lhe feito um serviço ao deixá-la. A princesa respondeu dizendo que teria fugido para o Reino Unido mesmo se ainda estivesse casada, e Jorge disse "com um piscada de olho" que teria de interná-la se fosse esse o caso.
Em resposta ao sentimento anti-germânico que veio com a guerra, Jorge V mudou em 1917 o nome da família real de Casa de Saxe-Coburgo-Gota para Casa de Windsor. Ele também abandonou todos os títulos e estilos germânicos da família, assim Cristiano, Helena e suas filhas simplesmente passaram a ser chamados de "Príncipe e Princesa Cristiano", "Princesa Helena Vitória" e "Princesa Maria Luísa" sem nenhuma designação territorial. Alberto, o filho ainda vivo de Helena, lutou no lado dos alemães, más deixou claro que não lutaria contra o país de sua mãe. Cristiano morreu em 8 de outubro do mesmo ano na Casa Schomberg. Helena passou seus últimos anos discutindo com comissários que tentavam tirá-la de Schomberg e do Chalé Cumberland por causa dos gastos de sua criadagem. Eles falharam, com ela estando determinada em exercer seu direito de viver nessas residências.
A princesa Helena morreu na Casa Schomberg, Londres, no dia 9 de junho de 1923. Seu funeral foi presidido por Jorge V e foi descrito pelo biógrafo Seweryn Chomet como uma "cena magnificamente encenada". Apesar de ter sido originalmente enterrada na Cripta Real da capela em 15 de junho, seu corpo foi reenterrado em 23 de outubro de 1948 no Cemitério Real de Frogmore, a alguns quilômetros de Windsor.

## Legado
Helena era dedicada à enfermagem e assumiu a liderança das organizações de caridade que representava. Também fazia campanha e escrevia cartas a jornais e revistas divulgando os interesses do registro de enfermeiras. Sua situação como realeza ajudou a promover o interesse da sociedade para organizações como a Associação Real das Enfermeiras, que existe até hoje.
A aparência de Helena foi descrita pelo historiador John Van der Kiste como roliça e deselegante; em temperamento era plácida e empresarial, com um espírito autoritário. Em certa ocasião durante uma greve, o Arcebispo da Cantuária escreveu uma prece esperando ajudar a terminar a paralisação. Helena chegou na igreja, examinou a ordem do serviço e, em uma voz que sua filha descreveu como "o sussurro penetrante da família real, que ia mais longe que um megafone", comentou que "Aquela oração não vai acabar com nenhuma greve". Sua aparência e personalidade foram criticadas nas cartas e diários de Vitória, com os biógrafos seguindo a mesma linha. Entretanto, sua filha Maria Luísa a descreveu como:
| “ | Muito encantadora, com cabelo castanho ondulado, um narizinho bonito e reto, e olhos adoravelmente da cor âmbar ... Ela era muito talentosa: tocava piano requintadamente, tinha um dom distinto para desenhar e pintar em aquarelas ... Seu dom extraordinário era lealdade aos amigos ... Ela era brilhantemente esperta, tinha uma cabeça maravilhosa para os negócios... | ” |

A música era outra das suas paixões; quando criança ela tocava piano com Charles Hallé, com Jenny Lind e Clara Butt sendo amigas pessoais. Helena ganhou grande popularidade por causa de sua determinação em realizar uma vasta gama de deveres públicos. Em duas ocasiões ela representou sua mãe em bailes de debutante, com os convidados sendo instruídos a se apresentarem a Helena como se estivessem se apresentando para a rainha.
Helena era mais próxima de seu irmão Alfredo, que também a considerava sua irmã preferida. Apesar de descrita por contemporâneos temorosamente dedicada a Vitória, ao ponto de não possuir opiniões próprias, a princesa na verdade ativamente fez campanha pelos direitos das mulheres, algo que a rainha abominava. Mesmo assim, tanto ela quanto Beatriz permaneceram as mais próximas da mãe, com Helena tendo sido o último nome escrito no diário da rainha.

## Títulos, estilos e honras

Monograma duplo de Helena e Cristiano

### Títulos e estilos
- 25 de maio de 1846 – 5 de julho de 1866: Sua Alteza Real, a Princesa Helena[5]
- 5 de julho de 1866 – 17 de julho de 1917: Sua Alteza Real, a Princesa Cristiano de Eslésvico-Holsácia[79]
- 17 de julho de 1917 – 9 de junho de 1923: Sua Alteza Real, a Princesa Helena[80]

### Honras
- 1 de janeiro de 1878: Companheira da Ordem da Coroa da Índia[81]
- 29 de abril de 1883: Membro da Real Cruz Vermelha[7]
- 23 de março de 1896: Dama da Justiça da Venerável Ordem de São João[79]
- 10 de fevereiro de 1904: Ordem da Família Real do Rei Eduardo VII (segunda classe)
- 3 de junho de 1911: Ordem da Família Real do Rei Jorge V (segunda classe)
- 3 de junho de 1918: Dama Grã-Cruz da Ordem do Império Britânico[80]

### Brasão
Helena junto com suas irmãs Alice, Luísa e Beatriz receberam em 1858 o direito de uso de um brasão pessoal, que consistia no brasão real de armas do Reino Unido com um escudo interior do brasão da Saxônia, no seu caso diferenciado por um lambel argento de três pés cujo pé central possuía uma cruz goles e os das pontas uma rosa também goles. O brasão da Saxônia foi retirado em 1917 por mando do rei Jorge V.
| Brasão de Helena entre 1858 e 1917 |

## Descendência
| Imagem | Nome                                 | Nascimento              | Morte                 | Notas                                                    |
| ------ | ------------------------------------ | ----------------------- | --------------------- | -------------------------------------------------------- |
|        | Cristiano Vitor                      | 14 de abril de 1867     | 29 de outubro de 1900 | Morreu durante a Segunda Guerra dos Bôeres. Não se casou |
|        | Alberto, Duque de Eslésvico-Holsácia | 28 de fevereiro de 1869 | 27 de abril de 1931   | Não se casou, com descendência.                          |
|        | Helena Vitória                       | 3 de maio de 1870       | 13 de março de 1943   | Não se casou.                                            |
|        | Maria Luísa                          | 12 de agosto de 1872    | 8 de dezembro de 1956 | Casou-se com Ariberto de Anhalt, sem descendência.       |
|        | Haroldo                              | 12 de maio de 1876      | 20 de maio de 1876    | Morreu com oito dias de vida.                            |
|        | Filho natimorto                      | 7 de maio de 1877       | 7 de maio de 1877     |                                                          |